# Charles Macklin
Charles Macklin, w rzeczywistości MacLaughlin, (26 września 1690 – 11 lipca 1797) – brytyjski aktor i dramaturg, urodzony w wiosce Culdaff na półwyspie Inishowen w Irlandii. Jest znany głównie z roli Szajloka w Kupcu weneckim Szekspira.

## Życie prywatne
Młodość spędził jako epizodyczny aktor w trupach aktorskich podróżujących po Wielkiej Brytanii. Przeszkodą w odniesieniu sukcesu był dla niego irlandzki akcent. W 1725 roku zaczął występować w Lincoln's Inn Fields, w 1733 roku rozpoczął pracę w Theatre Royal przy Drury Lane.
W 1735 roku podczas sprzeczki z innym aktorem o nazwisku Hallam przypadkowo doprowadził do jego śmierci. Został oskarżony o zabójstwo, uniewinniono go jednak. W 1739 roku poślubił Ann Grace, porzucił też katolicyzm. Jego córka, Mary Macklin (ok. 1734 – 1781) także uprawiała zawód aktora. Ann zmarła w grudniu 1758 roku, Macklin ożenił się ponownie rok później z Elizabeth Jones.

## Życie zawodowe

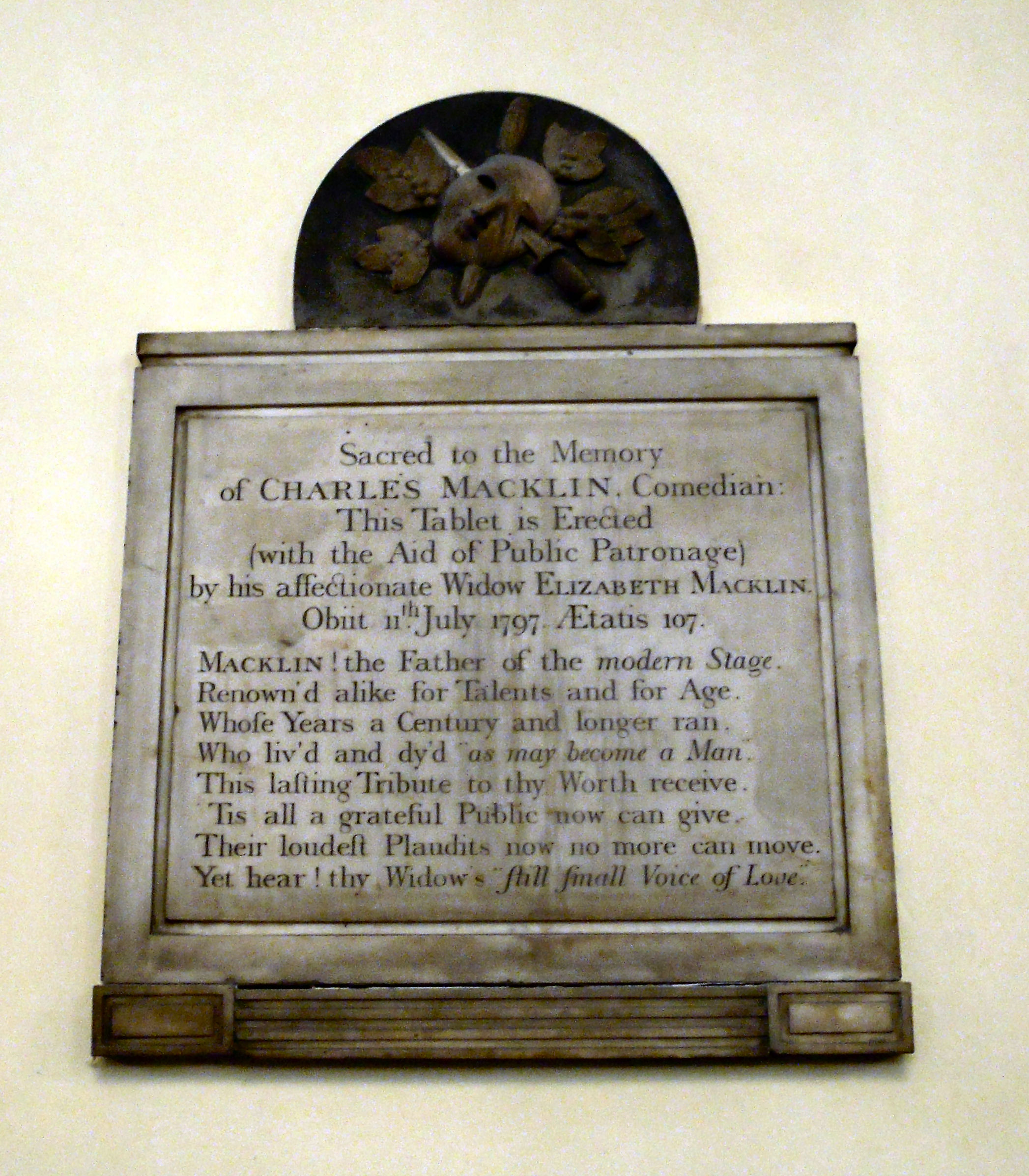
Tablica upamiętniająca Macklina na ścianie kościoła św. Pawła w Covent Garden

Macklin zrezygnował z odtwarzania roli Szajloka jako postaci komicznej, tak, jak czyniono to wcześniej. Zadebiutował w tej roli 14 lutego 1741 roku w inscenizacji dochowującej wierności oryginalnemu tekstowi Szekspira.
Występował w tej roli przez prawie pięćdziesiąt lat; oprócz tego m.in. odtwarzał postaci Iago w Ottelu i Ducha w Hamlecie. W 1772 roku odtwarzał tytułową rolę w Makbecie w Covent Garden.
Napisał liczne sztuki, które cieszyły się różnorodnym powodzeniem. Zaliczyć do nich można takie dzieła, jak Love a la Mode (1759), The School for Husbands, or The Married Libertine (1761), and The Man of the World (1781). The True-Born Irishman (1763).
Umarł w 1797 roku. Jego żona podała za jego rok urodzenia rok 1690, co może świadczyć o tym, że Macklin żył 107 lat, nie da się jednak potwierdzić tej informacji.